# Hanne Eriksen
Pour les articles homonymes, voir Eriksen.
Hanne Mansfeldt Eriksen est une rameuse danoise née le 20 septembre 1960 à Copenhague.

## Biographie
En quatre de couple, elle est sacrée championne du monde en 1983 à Duisbourg et médaillée de bronze olympique en 1984 à Los Angeles.